# Zeeuwse mosselen

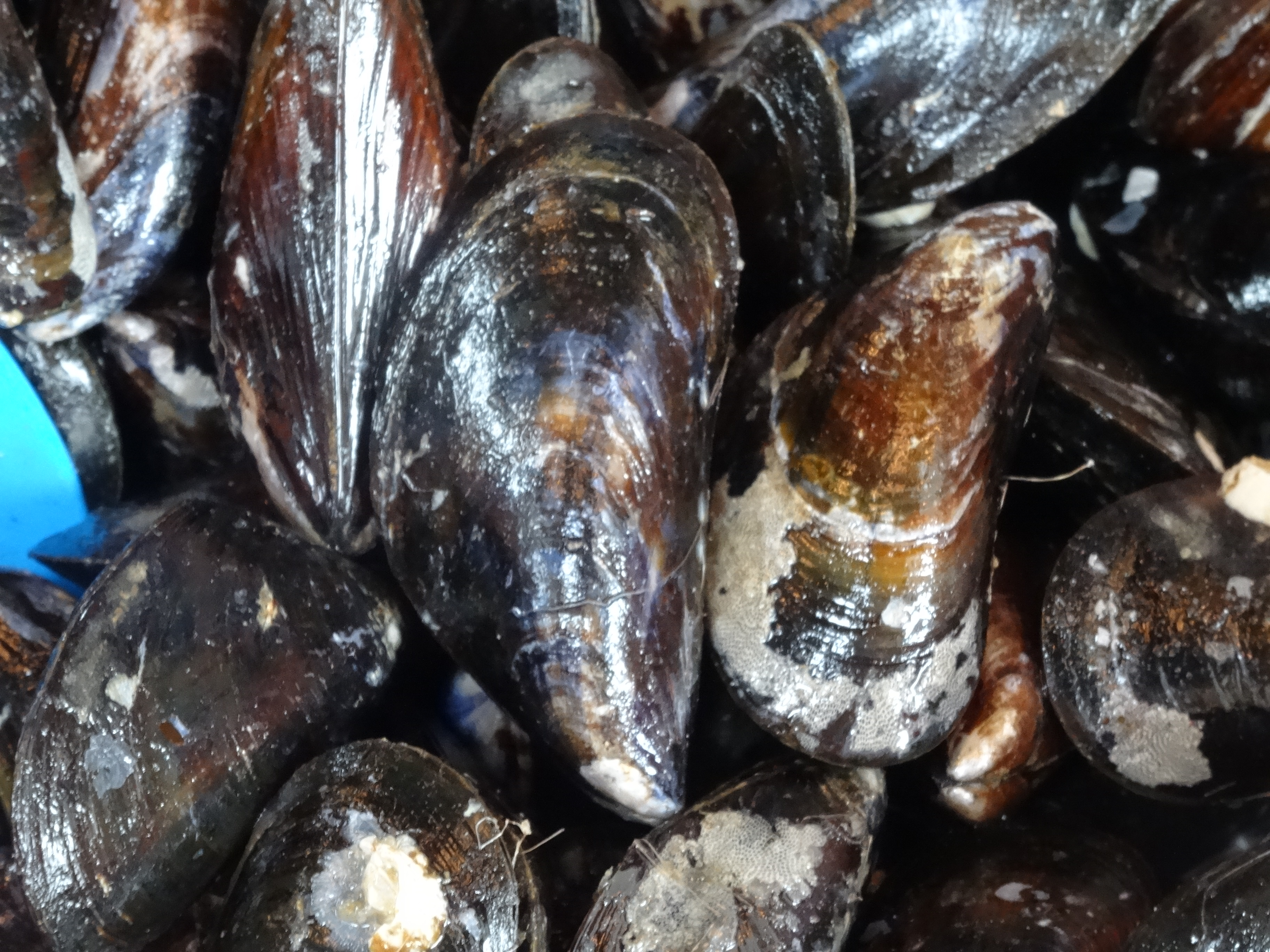
Żywe omułki konsumpcyjne

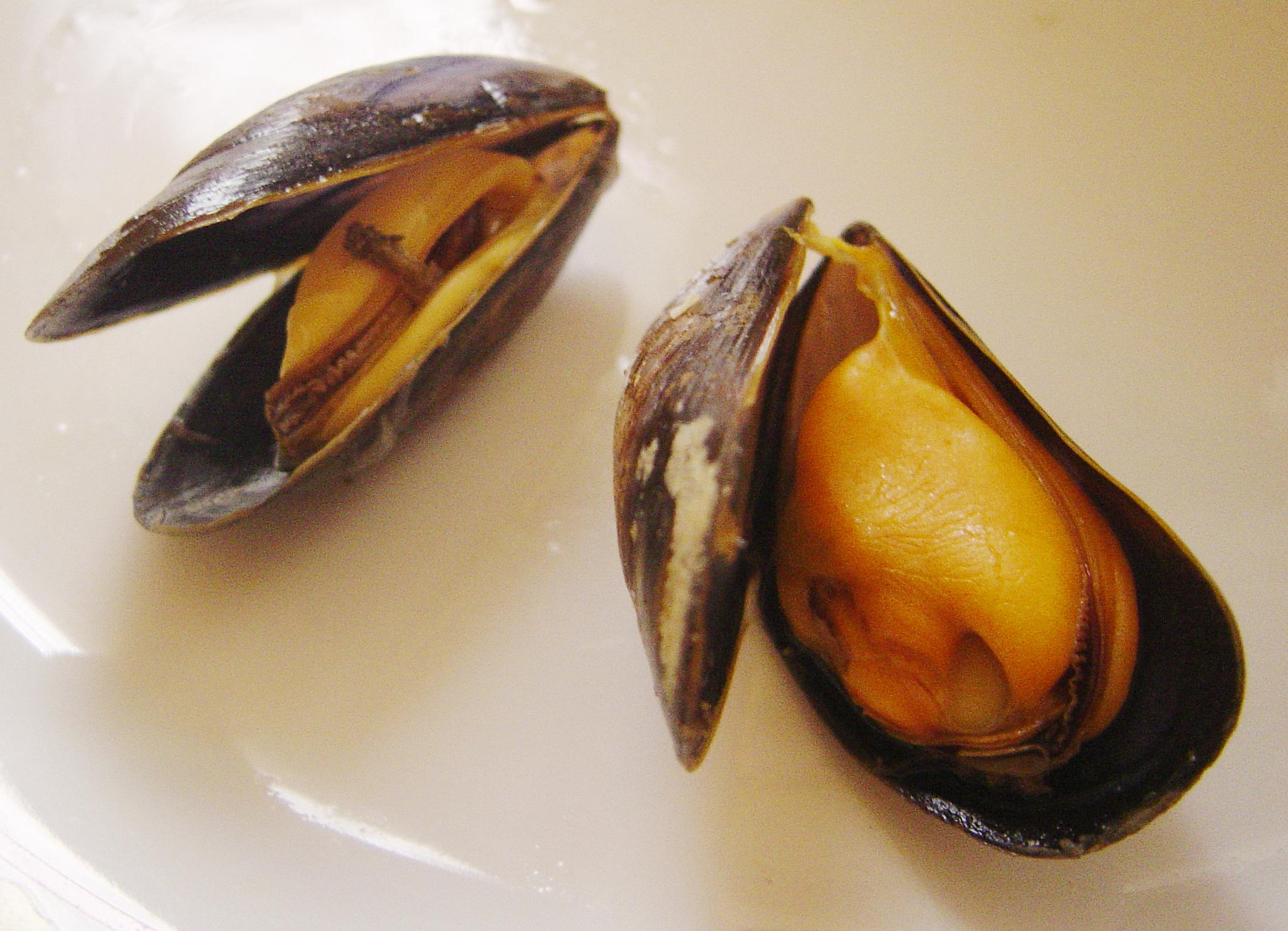
Omułki po ugotowaniu

Zeeuwse mosselen – omułki jadalne pochodzące z hodowli zlokalizowanych w holenderskiej prowincji Zelandii w zatoce Oosterschelde (tutaj żyjące lub jedynie oczyszczane z piasku); oficjalnie uznany produkt lokalny. 
Są nazywane „czarnym złotem” (niderl.  zwarte goud) ze względu na niebiesko-czarny kolor muszli. Ich soczyste mięso po przyrządzeniu ma morski, słodkawy smak i błyszczący perłowy kolor. Mogą być wykorzystywane w kuchni na różne sposoby.

## Historia

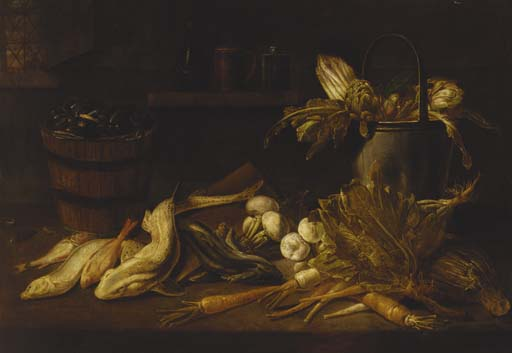
Martwa natura z beczką omułków, Adriaen van Utrecht, XVII wiek

Prace wykopaliskowe przeprowadzone w okolicach Aardenburga i Serooskerke potwierdziły, że już w czasach rzymskich były tam spożywane omułki. W sezonowo zamieszkałej wiosce znaleziono dużą liczbę muszli w jednym miejscu.
Od XV wieku omułki były w nieuregulowany sposób poławiane w delcie rzeki Skaldy, tzn. każdy, kto chciał, mógł je poławiać. Doprowadziło to do przełowienia i licznych konfliktów. 
W 1825 roku król Wilhelm I wprowadził pierwsze regulacje prawne dotyczące poławiania omułków, aby zapobiec przełowieniu i kłótniom wśród rybaków. Od 1870 roku rybacy mogli wynajmować dany areał morza i tam łowić omułki, a inni rybacy musieli powstrzymywać się od łowienia na nienależącym do nich terenie, oznaczonym gałęziami drzew. 
Poławianiem omułków na morzu trudnili się mężczyźni-rybacy, zaś ich czyszczeniem na lądzie zajmowały się kobiety, głównie ich żony. Omułki rozładowywano ze statków i transportowano w koszach. Wszystkie czynności były wykonywane ręcznie i była to ciężka fizycznie praca. W owych czasach omułki uchodziły za pokarm biednych ludzi. Kobiety z Zelandii sprzedawały też sporą część omułków na nabrzeżu w porcie w Antwerpii. 
Z czasem czynności związane z poławianiem, czyszczeniem i transportem omułków zostały zmechanizowane.

## Handel

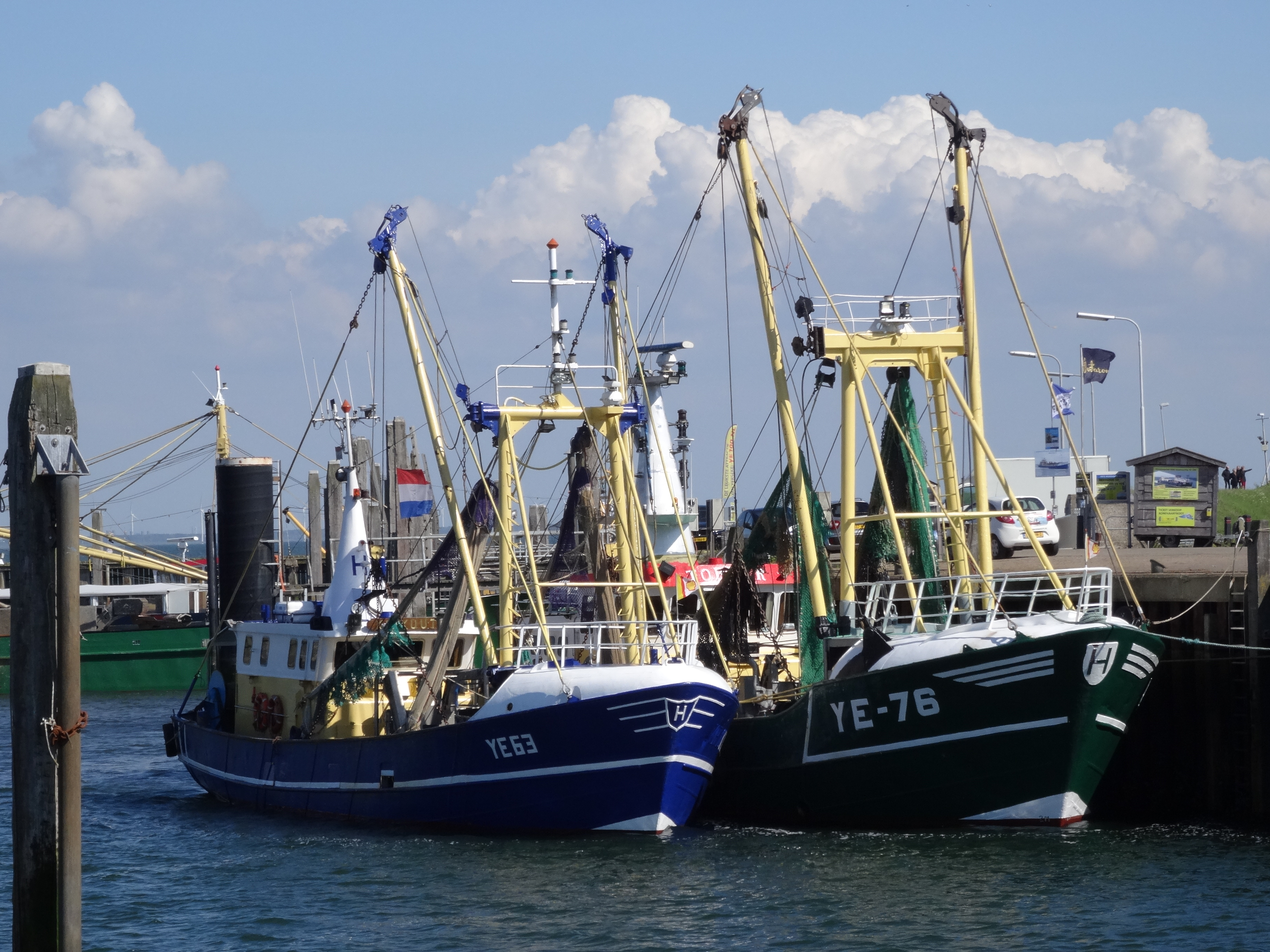
Statki do połowu omułków w porcie w Yerseke

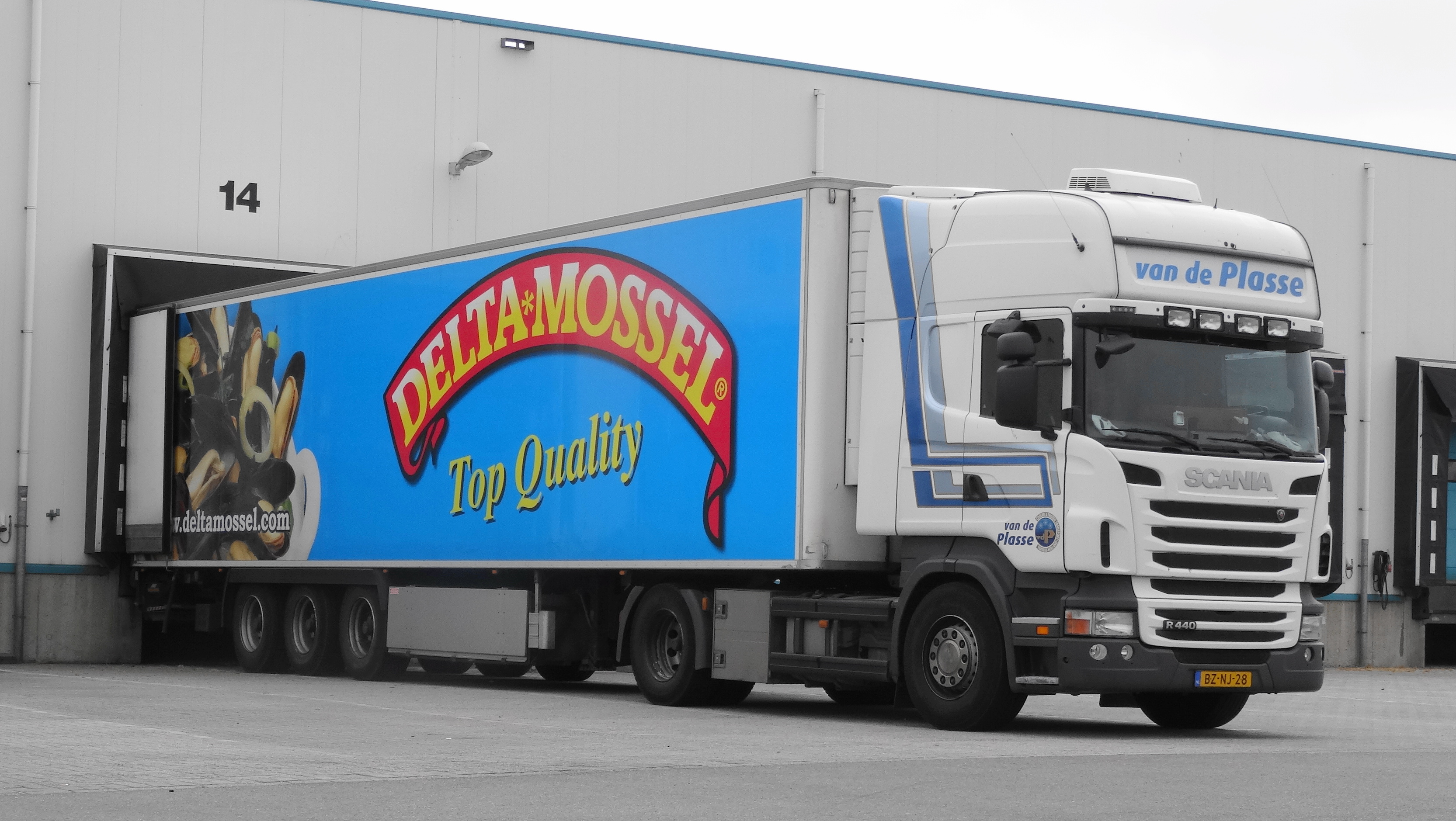
Ciężarówka chłodnia do transportu omułków

Współcześnie omułki są sprzedawane żywe w muszelkach po uprzednim oczyszczeniu lub w postaci przetworzonej: 
- marynowane (w occie),
- mrożone (po uprzednim ugotowaniu i obraniu z muszelek zamrożone do minus 18 °C)[6].

Sprzedaż omułków konsumpcyjnych handlarzom, jako ładunek danej łodzi rybackiej, ma miejsce podczas aukcji handlowej w Yerseke.
Omułki z hodowli w prowincji Zelandii stanowią przeciętnie około 10% całkowitej europejskiej produkcji omułków. Holendrzy jedzą mało omułków - zaledwie 4% całkowitej produkcji znajduje nabywców na rynku holenderskim. Omułki są eksportowane głównie do Belgii (64% w 2016 roku), Francji (20%) i Niemiec (11%). 
W 2016 roku sektor liczył około 60 statków poławiających, 88 hodowli i 12 firm przetwórstwa omułków. Centrum połowu, hodowli i przetwórstwa omułków, jak też hala targowa, gdzie omułki są sprzedawane handlarzom na aukcjach, mieszczą się w Yerseke.
W serwowaniu potraw z omułków specjalizują się restauracje w Yerseke i Philippine oraz Sluis. 
Na rynku dostępne są również tańsze omułki jadalne, pochodzące z hodowli w pobliżu niemieckich Wysp Fryzyjskich i omułki z hodowli irlandzkich.

## Hodowla
Wcześniej różni rybacy poławiali omułki dziko żyjące. Hodowanie omułków w celach konsumpcyjnych ma miejsce dopiero od około 100-150 lat. W celach hodowlanych rybacy najpierw poławiają małe omułki wielkości około 20 mm (nid. mosselzaad) w Morzu Wattów. Połów małych omułków w tym akwenie odbywa się dwa razy do roku: przez 3 do 5 tygodni wiosną i przez 2 tygodnie jesienią. Rybaków obowiązują odgórne ograniczenia w zakresie połowu omułków, wprowadzone po to, aby nie zaburzyć równowagi w naturze i aby pozostało ich tyle, by stanowiły wystarczające pożywienie dla ptaków. Następnie małe omułki są wysiewane na specjalnie do tego celu przeznaczonych osłoniętych obszarach morza, wynajmowanych przez hodowców od holenderskiego rządu (nid. pacht), gdzie rosną aż do uzyskania maksymalnie 45 mm, po czym zostają przeniesione do innych osłoniętych obszarów na morzu, w których rosną dalej aż do osiągnięcia rozmiarów konsumpcyjnych, czyli więcej niż 50 mm. Zbiory są zależne od natury. Omułki w hodowlach nie są dokarmiane ani w inny sposób pobudzane do wzrostu, stanowiąc naturalny produkt spożywczy.

### Sposoby hodowli

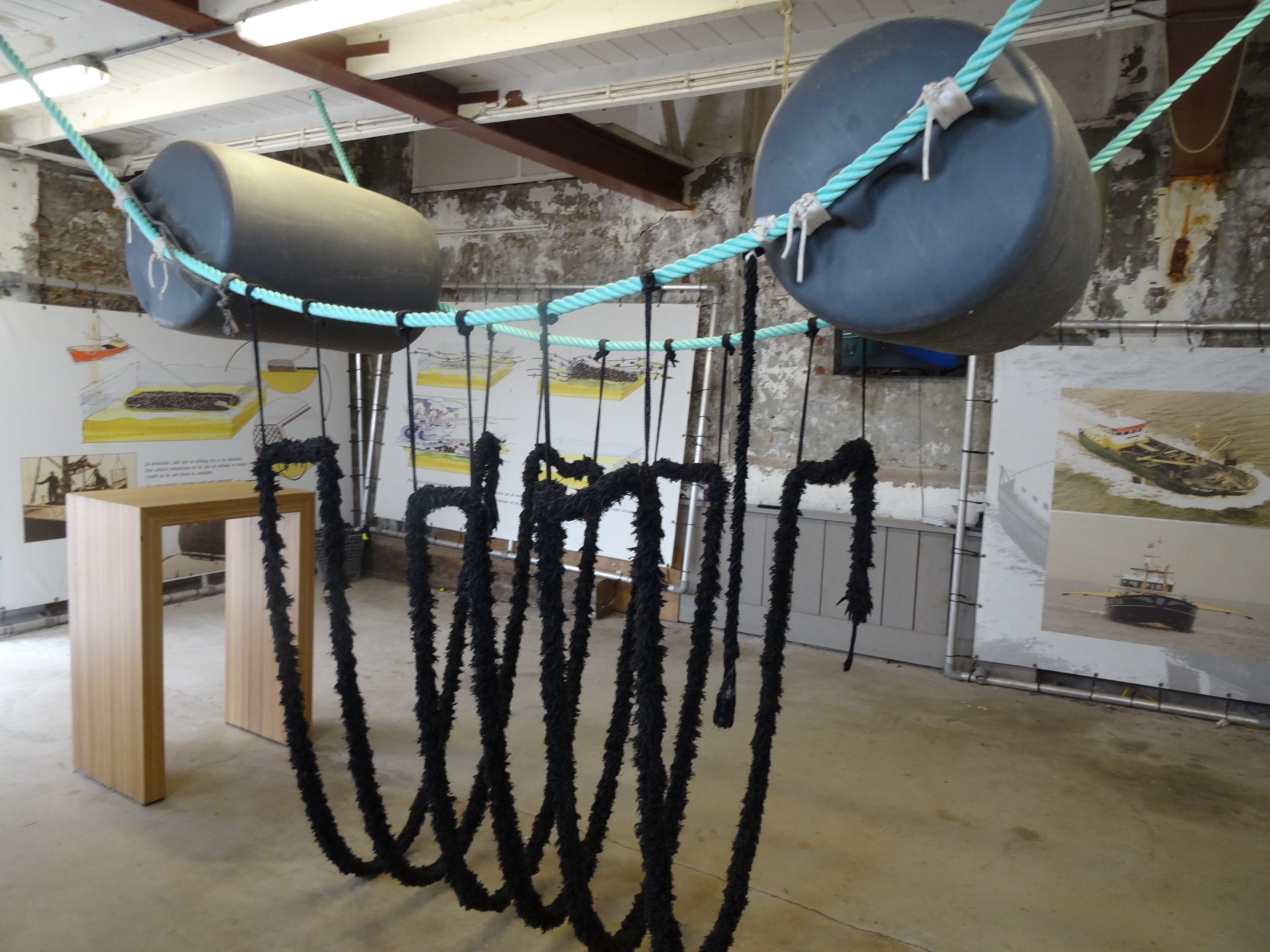
Hodowla przez zanurzenie w morzu

Omułki mogą być hodowane na dwa sposoby:
- na dnie zatoki Oosterschelde w specjalnie do tego celu wyznaczonych parcelach na morzu (nid. bodemcultuur), rosną wolniej, są zbierane z dna po osiągnięciu dojrzałości, czyli po około 2 latach; ze względu na zawartość piasku wymagają kilkakrotnego wypłukiwania (nid. verwateren); w handlu są dostępne od początku lipca do początku kwietnia;
- przymocowane do pionowych lin zanurzonych w morzu w Oosterschelde do 8 metrów głębokości (nid. hangcultuur), po 12-18 miesiącach poławiane w celach konsumpcyjnych; rosną szybciej, są słodsze w smaku i mają cieńsze muszelki; nie są zanieczyszczone piaskiem; sezon na nie przypada od początku czerwca do połowy października; omułki hodowane w ten dość kłopotliwy sposób stanowią zaledwie kilka procent (~5%[3]) całkowitej produkcji.

## Ocena jakości
Zanim trafią na aukcję w Yerseke dokonywana jest ocena próbek poszczególnych złowionych partii, na którą składa się oznaczenie:
- liczby omułków przypadających na 1 kilogram,
- wielkości muszelek,
- zawartości mięsa w omułkach, od której zależy ich jakość.

Omułki powinny być większe niż 55 mm i zawierać w środku więcej niż 20% mięsa. Omułki mogą zawierać nawet do 35-40% mięsa. Liczba omułków przypadająca na 1 kg waha się od ponad 75 sztuk (małe omułki) do poniżej 45 (bardzo duże omułki).

## Paczkowanie
Omułki są pakowane mechanicznie po 2, 5 lub 10 kg w szczelne, plastikowe pudełka. W dalszym ciągu pakowane są też tradycyjnie po 15 kg w mokre jutowe worki, które kurczą się, schnąc, co sprawia, że z braku miejsca muszle omułków nie mogą się otworzyć, a pozostając zamknięte, nie wysychają. Do czasu paczkowania omułki do ostatniej chwili są zanurzone w chłodnej wodzie morskiej, tzw. w mokrych magazynach. Omułki wymagają schłodzenia podczas przetwarzania, transportu i przechowywania.

## Bezpieczeństwo spożycia
W celu zapewnienia bezpieczeństwa spożywania omułków podczas całego procesu hodowania i przetwarzania omułków przeprowadzane są regularne kontrole, m.in. na obecność trujących glonów. Próbki wody i omułków są cotygodniowo kontrolowane. W przypadku stwierdzenia nieprawidłowości dana parcela lub parcele są zamykane dla połowów, aż do czasu ustąpienia nieprawidłowości. Przykładowo w 2016 roku sprzedaż omułków zmalała z około 55 do 36 milionów kg z powodu wykrycia obecności tetrodotoksyny.
Świeże omułki powinny mieć łagodny zapach, a nie woń kwaśną czy podobną do amoniaku. Przed użyciem świeżych omułków do sporządzania posiłku należy je skontrolować i wyrzucić martwe czy o popękanych muszelkach. Te, które mają otwarte muszelki, należy zbadać, czy są żywe. W tym celu należy lekko uderzyć muszelką, np. o brzeg garnka lub zlewu. Omułek powinien po chwili się zamknąć. W przeciwnym wypadku, gdy omułek pozostaje otwarty, to należy go odrzucić, gdyż jest martwy.
Zamrożone omułki należy rozmrażać w lodówce na najniższej półce w szczelnym pojemniku, aby woda nie ściekała na inne produkty spożywcze. Po rozmrożeniu należy natychmiast przystąpić do gotowania. Można również rozmrażać według instrukcji podanej na opakowaniu. Nigdy nie należy rozmrażać zamrożonych omułków w temperaturze pokojowej na stole.

## Wartość odżywcza
Omułki, podobnie jak inne owoce morza, charakteryzują się tym, że są bogate w białko (17 gramów/100 g ugotowanych omułków), a jednocześnie niskokaloryczne (103 kcal/100 g) i ubogie w tłuszcze nasycone, sód i cholesterol. Zawierają witaminy (m.in. witaminę D), sole mineralne (m.in. selenu) oraz EPA (340 mg/100 g) i DHA (214 mg/100 g).

## W kuchni

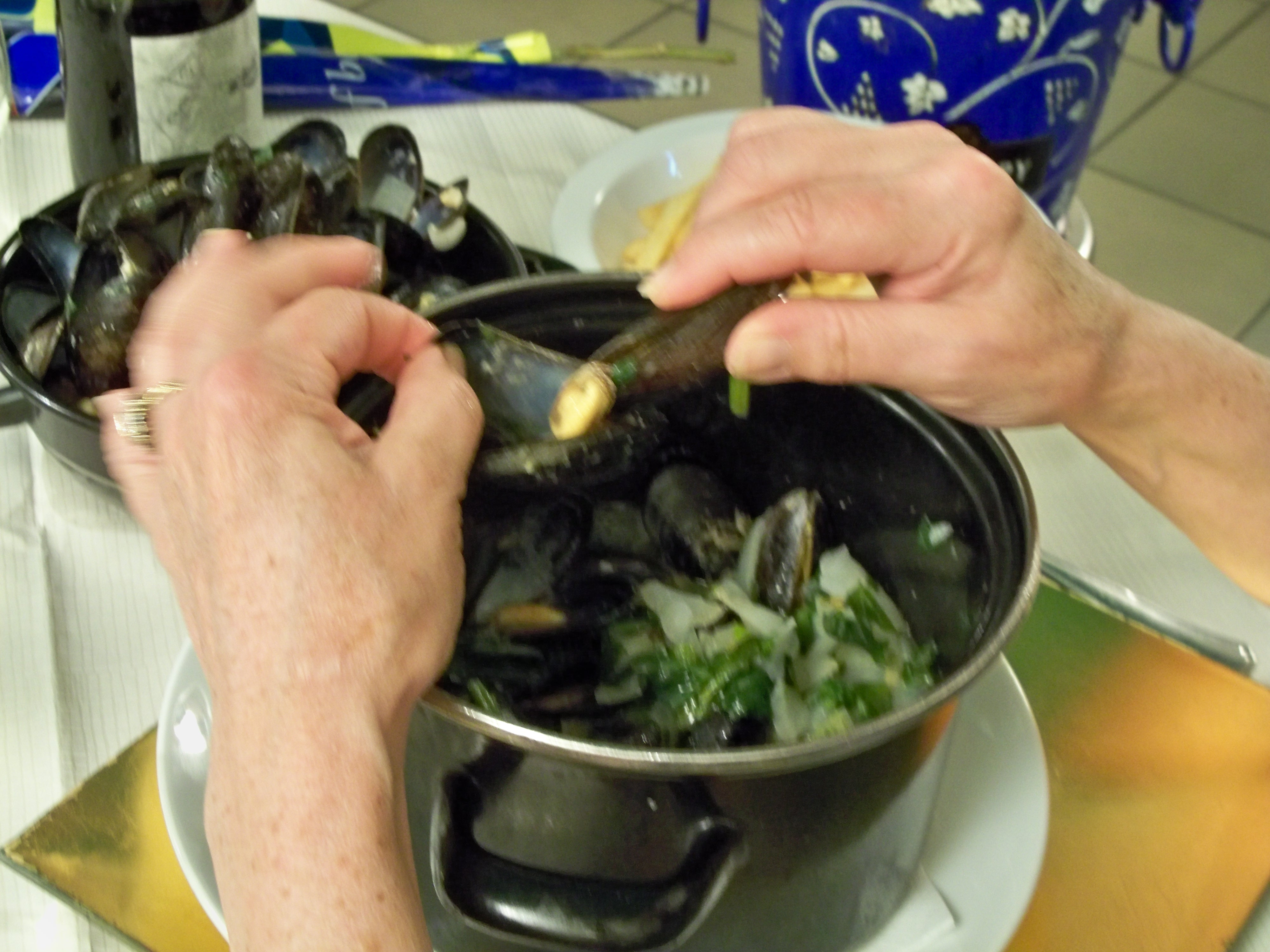
Jedzenie omułków

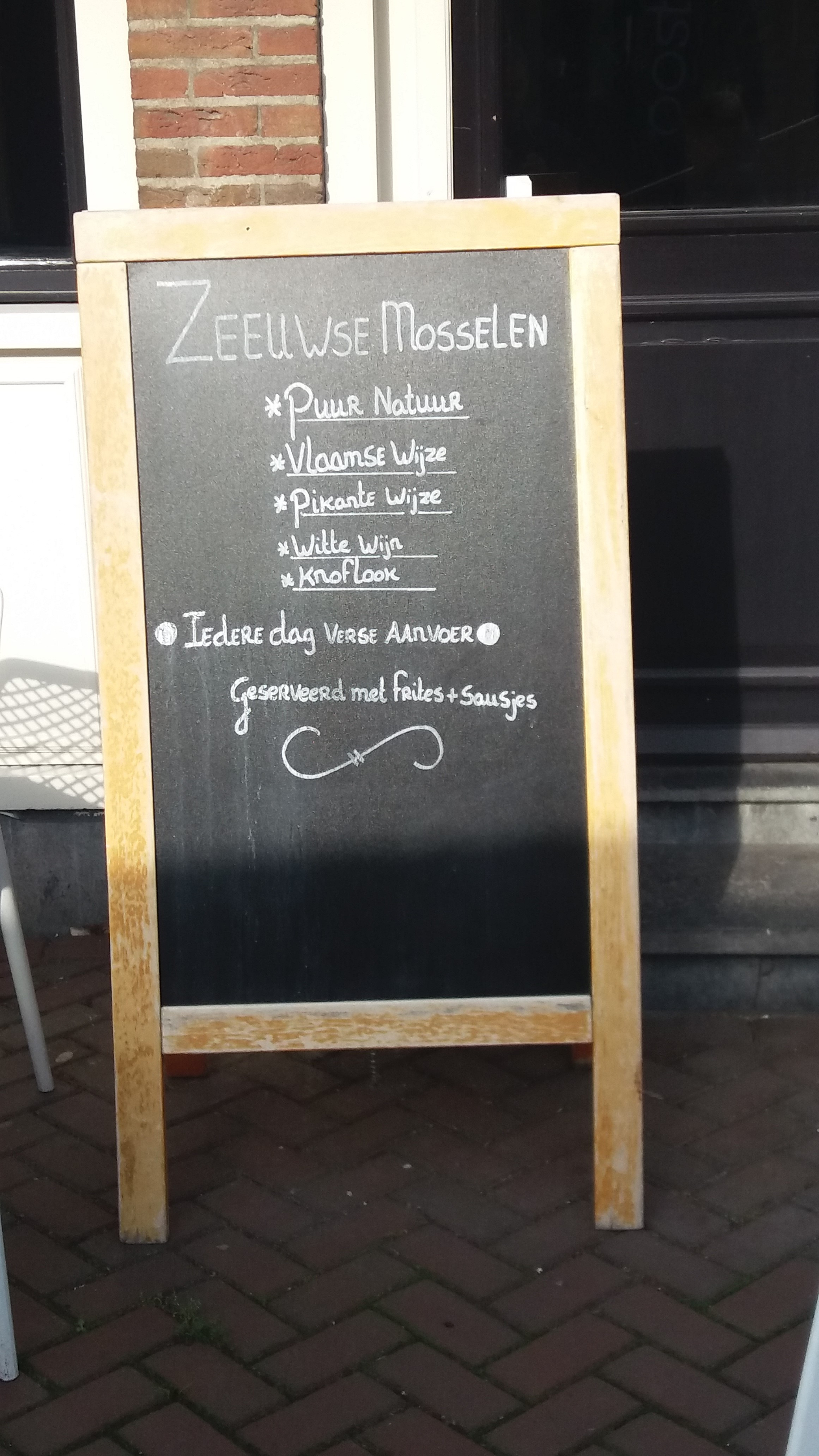
Reklama omułków

Omułki najlepiej spożywać podczas trwania na nie sezonu. Sezon na omułki rozpoczyna się w mniej więcej w połowie lipca i trwa do początku kwietnia następnego roku, czyli 9 miesięcy. Przez 3 miesiące w roku, od połowy kwietnia do połowy lipca, ze względu na okres rozrodczy, świeże omułki są niedostępne, lecz konsument może wykorzystać omułki marynowane lub mrożone. Omułki mrożone są najpierw gotowane, a następnie obierane z muszelek, po czym ich czyste mięso zostaje zamrożone. Należy je przechowywać w temperaturze minus 18 °C. Są dostępne w handlu przez cały rok. Nadają się do smażenia oraz jako dodatek do zup, sałatek i makaronu.
Omułki mogą być przyrządzane na różne sposoby:
- gotowane, a w zasadzie gotowane na parze, we własnej wilgoci z cebulą, natką selera, porem i marchewką z niewielkim dodatkiem białego wina lub piwa[7],
- zapiekane (gratinowane) z tartym serem żółtym, np. goudą po uprzednim ugotowaniu,
- smażone na maśle z cebulką po uprzednim ugotowaniu i obraniu z muszelek.

Tradycyjny sposób przyrządzania omułków polega na ich ugotowaniu (na parze) w emaliowanym garnku pod przykrywką. Na dnie garnka układa się najpierw świeże drobno posiekane 4 warzywa (pora, cebulę, zieloną natkę selera, marchewkę) i ewentualnie liść laurowy. Następnie zalewa porcją białego wina lub piwa i doprowadza do wrzenia, po czym wkłada przebrane i opłukane omułki i posypuje pieprzem do smaku. Omułki gotuje się krótko, 5 do 8 minut, kilka razy wstrząsając i odstawia na 5 minut, aby dogotowały się na parze. Po ugotowaniu wszystkie omułki powinny być otwarte. Ugotowane omułki podaje się na głębokim talerzu lub w specjalnym garnku, w którym były gotowane. Do tak przyrządzonych omułków serwuje się bagietkę lub frytki i ewentualnie różne sosy do wyboru, albo jedynie polewa się bulionem powstałym podczas ich przyrządzania. Na 1 osobę potrzeba 1 do 1,5 kilograma omułków.
W Belgii i północnej Francji (okolice Lille) ugotowane z warzywami omułki są serwowane razem z frytkami jako potrawa o nazwie moules-frites.